# La Brosse-Montceaux
Pour les articles homonymes, voir La Brosse et Montceaux (homonymie).
La Brosse-Montceaux est une commune française située dans le département de Seine-et-Marne en région Île-de-France.

## Géographie

### Localisation
Le village est situé à 7,5 km au sud-est de Montereau-Fault-Yonne.

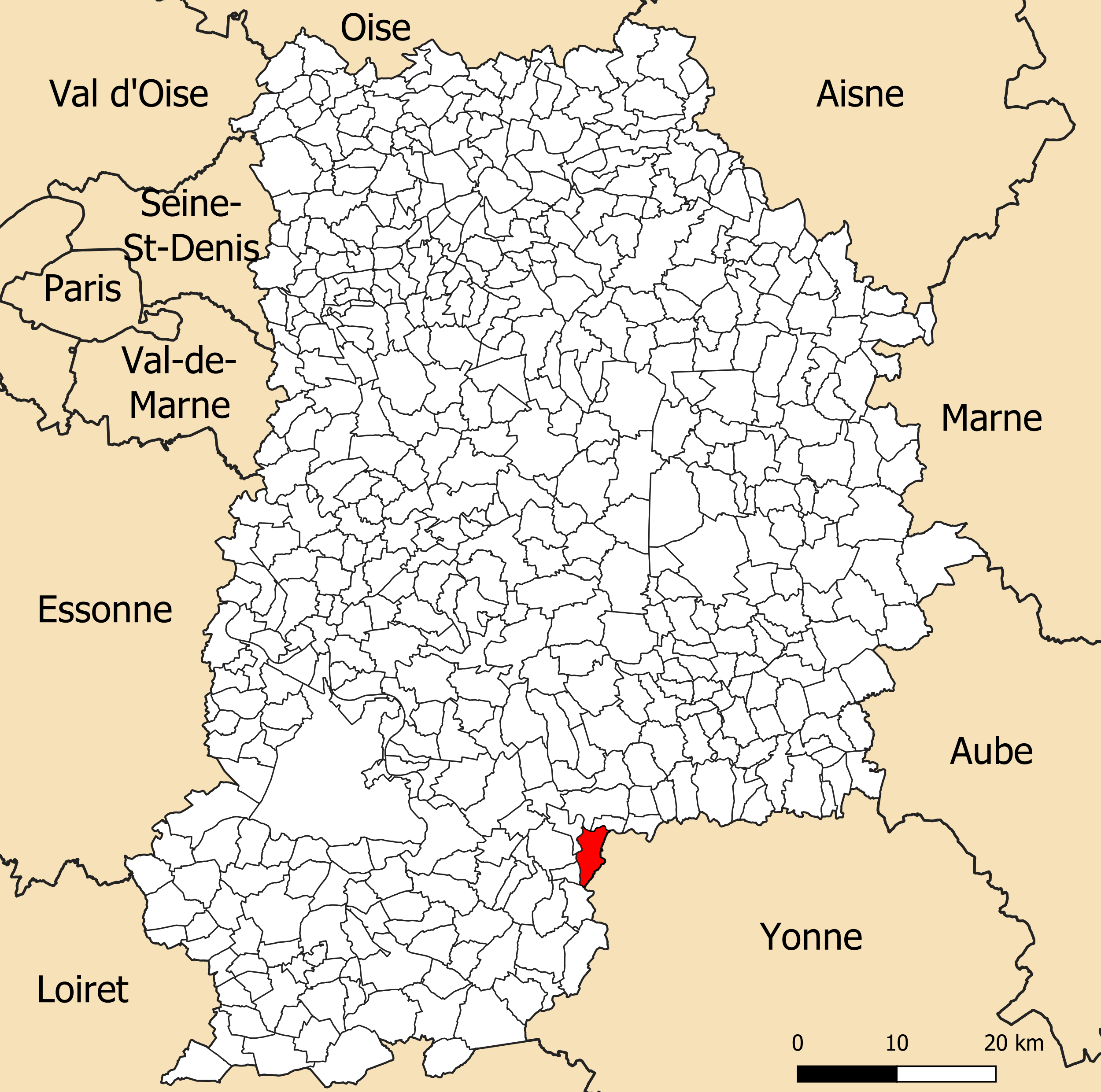
Localisation de la commune de La Brosse-Montceaux dans le département de Seine-et-Marne.

### Communes limitrophes

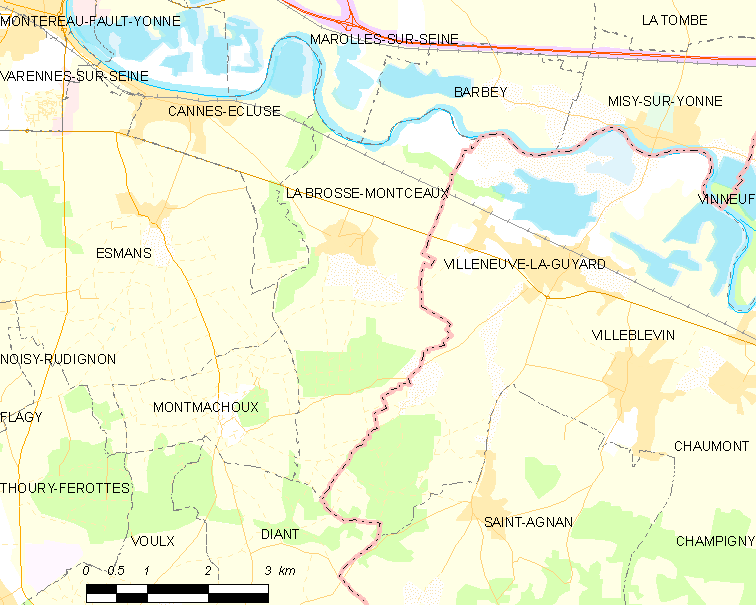
Carte des communes limitrophes de La Brosse-Montceaux.

| Cannes-Écluse | Marolles-sur-Seine  | Barbey                       |
| Esmans        | La Brosse-Montceaux | Villeneuve-la-Guyard (Yonne) |
| Montmachoux   | Diant               |                              |

### Géologie et relief
La commune est classée en zone de sismicité 1, correspondant à une sismicité très faible.
L'altitude varie de 50 mètres à 137 mètres pour le point le plus haut , le centre du bourg se situant à environ 88 mètres d'altitude (mairie).

### Hydrographie

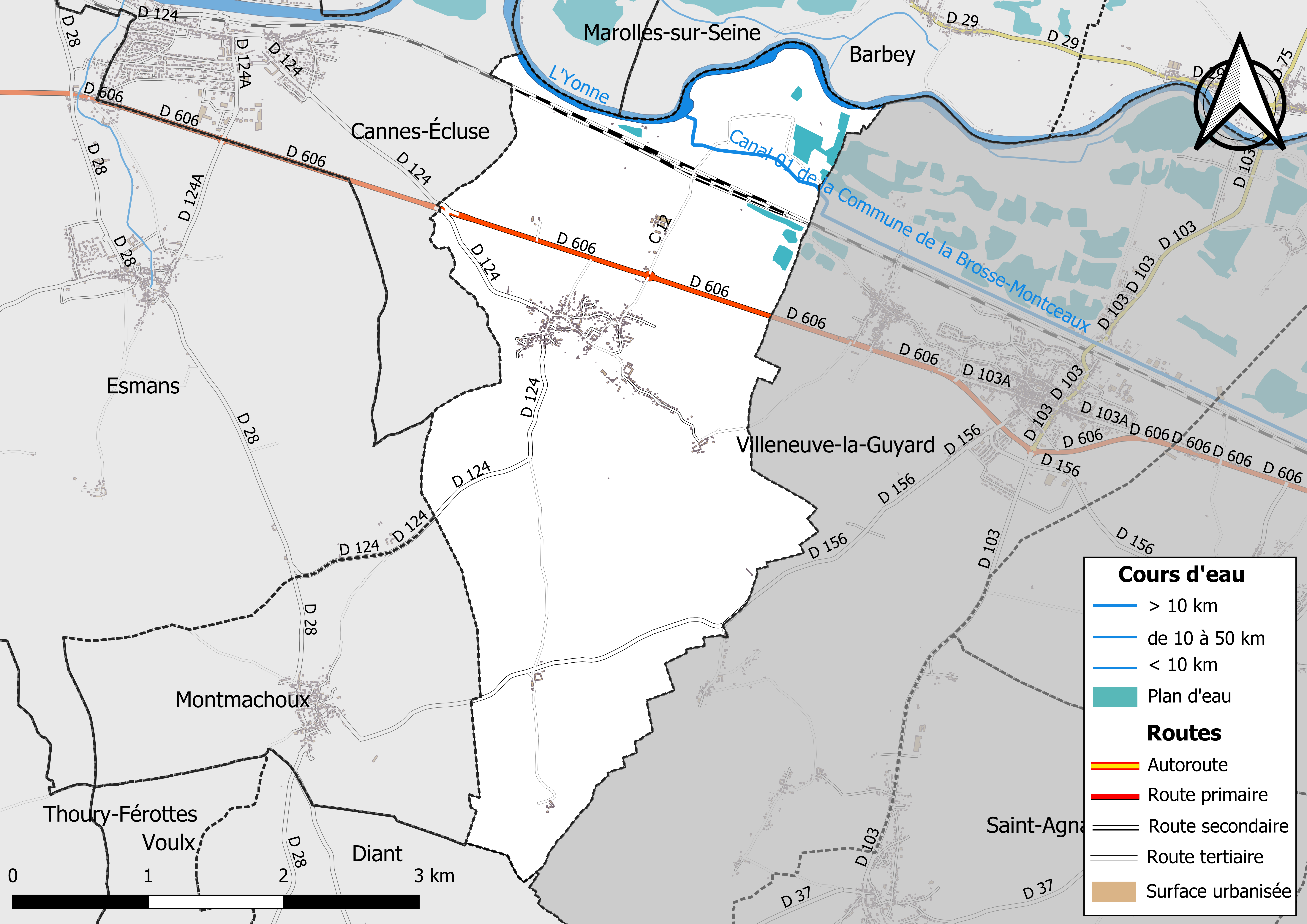
Carte des réseaux hydrographique et routier de La Brosse-Montceaux.

Le réseau hydrographique de la commune se compose de deux cours d'eau référencés :
- l’ Yonne, longue de 292,34 km[3], principal affluent gauche de la Seine, coule en limite nord de la commune ;
  - le canal 01 de la Commune de la Brosse-Montceaux, 12,80 km[4], qui conflue avec l’Yonne.

Par ailleurs, son territoire est également traversé par l'aqueduc de la Vanne.
La longueur totale des cours d'eau sur la commune est de 4,8 km.

### Climat
Pour des articles plus généraux, voir Climat de l'Île-de-France et Climat de Seine-et-Marne.
En 2010, le climat de la commune est de type climat océanique dégradé des plaines du Centre et du Nord, selon une étude du CNRS s'appuyant sur une série de données couvrant la période 1971-2000. En 2020, Météo-France publie une typologie des climats de la France métropolitaine dans laquelle la commune est exposée à un climat océanique altéré et est dans la région climatique Nord-est du bassin Parisien, caractérisée par un ensoleillement médiocre, une pluviométrie moyenne régulièrement répartie au cours de l’année et un hiver froid (3 °C).
Pour la période 1971-2000, la température annuelle moyenne est de 11 °C, avec une amplitude thermique annuelle de 15,6 °C. Le cumul annuel moyen de précipitations est de 725 mm, avec 11,6 jours de précipitations en janvier et 7,5 jours en juillet. Pour la période 1991-2020, la température moyenne annuelle observée sur la station météorologique installée sur la commune est de 12,0 °C et le cumul annuel moyen de précipitations est de 652,9 mm,. Pour l'avenir, les paramètres climatiques de la commune estimés pour 2050 selon différents scénarios d'émission de gaz à effet de serre sont consultables sur un site dédié publié par Météo-France en novembre 2022.
| Mois                                  | jan.             | fév.             | mars           | avril         | mai           | juin           | jui.           | août         | sep.           | oct.            | nov.            | déc.             | année      |
| ------------------------------------- | ---------------- | ---------------- | -------------- | ------------- | ------------- | -------------- | -------------- | ------------ | -------------- | --------------- | --------------- | ---------------- | ---------- |
| Température minimale moyenne (°C)     | 2                | 1,8              | 3,7            | 5,6           | 9,2           | 12,3           | 14,4           | 14,2         | 11,1           | 8,5             | 4,9             | 2,6              | 7,5        |
| Température moyenne (°C)              | 4,5              | 5                | 8,1            | 10,9          | 14,6          | 18             | 20,4           | 20,2         | 16,4           | 12,5            | 7,8             | 5,1              | 12         |
| Température maximale moyenne (°C)     | 7                | 8,3              | 12,6           | 16,3          | 20            | 23,6           | 26,4           | 26,1         | 21,7           | 16,6            | 10,7            | 7,5              | 16,4       |
| Record de froid (°C) date du record   | −20,5 17.01.1985 | −14,8 25.02.1986 | −10,4 01.03.05 | −3,5 09.04.03 | −0,1 03.05.21 | 2,5 04.06.1991 | 5,2 04.07.1984 | 4 29.08.1986 | 1,5 19.09.1977 | −3,2 30.10.1997 | −9,2 24.11.1998 | −15,5 31.12.1985 | −20,5 1985 |
| Record de chaleur (°C) date du record | 16,5 01.01.23    | 21,4 27.02.19    | 25,4 31.03.21  | 28,5 25.04.07 | 32,5 28.05.17 | 38,9 27.06.11  | 42,9 25.07.19  | 40 06.08.03  | 35,5 14.09.20  | 31 01.10.1985   | 22,5 07.11.15   | 18,3 16.12.1989  | 42,9 2019  |
| Précipitations (mm)                   | 51               | 47,7             | 47,5           | 51,7          | 60,1          | 53,3           | 51,6           | 52,3         | 51,3           | 63,3            | 59,9            | 63,2             | 652,9      |

### Milieux naturels et biodiversité

#### Réseau Natura 2000

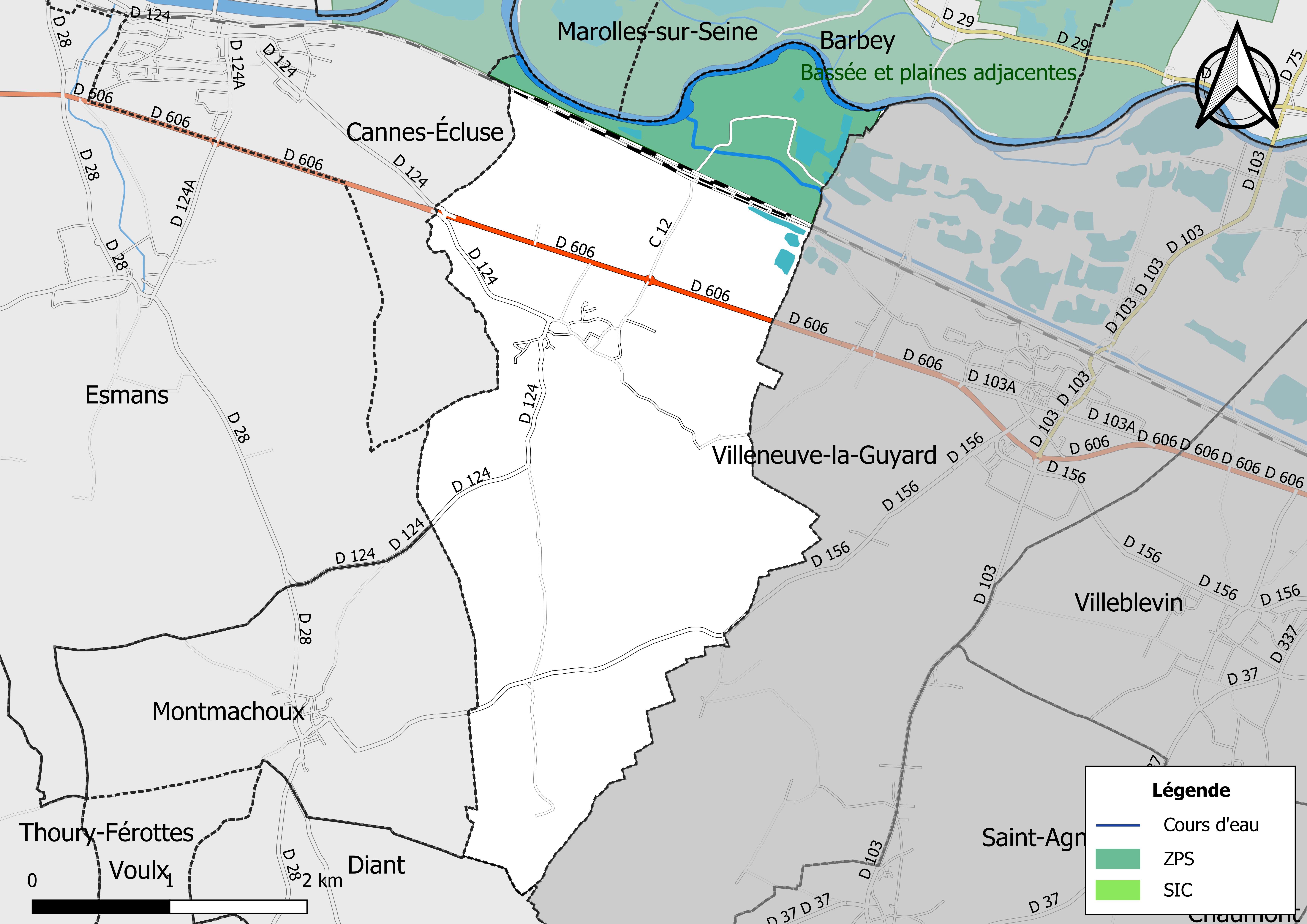
Sites Natura 2000 sur le territoire communal.

Le réseau Natura 2000 est un réseau écologique européen de sites naturels d’intérêt écologique élaboré à partir des Directives « Habitats » et « Oiseaux ». Ce réseau est constitué de Zones spéciales de conservation (ZSC) et de Zones de protection spéciale (ZPS). Dans les zones de ce réseau, les États Membres s'engagent à maintenir dans un état de conservation favorable les types d'habitats et d'espèces concernés, par le biais de mesures réglementaires, administratives ou contractuelles.
Un  site Natura 2000 a été défini sur la commune au titre de la « directive Oiseaux » : la « Bassée et plaines adjacentes », d'une superficie de 27 643 ha, une vaste plaine alluviale de la Seine bordée par un coteau marqué au nord et par un plateau agricole au sud. Elle abrite une importante diversité de milieux qui conditionnent la présence d’une avifaune très riche,.

#### Zones naturelles d'intérêt écologique, faunistique et floristique
L’inventaire des zones naturelles d'intérêt écologique, faunistique et floristique (ZNIEFF) a pour objectif de réaliser une couverture des zones les plus intéressantes sur le plan écologique, essentiellement dans la perspective d’améliorer la connaissance du patrimoine naturel national et de fournir aux différents décideurs un outil d’aide à la prise en compte de l’environnement dans l’aménagement du territoire.
Le territoire communal de Brosse-Montceaux comprend une ZNIEFF de type 1,, 
« Les Grands Prés » (18,88 ha)
, et un ZNIEFF de type 2,, 
la « Basse vallée de l'Yonne » (1 658,38 ha), couvrant 6 communes du département.

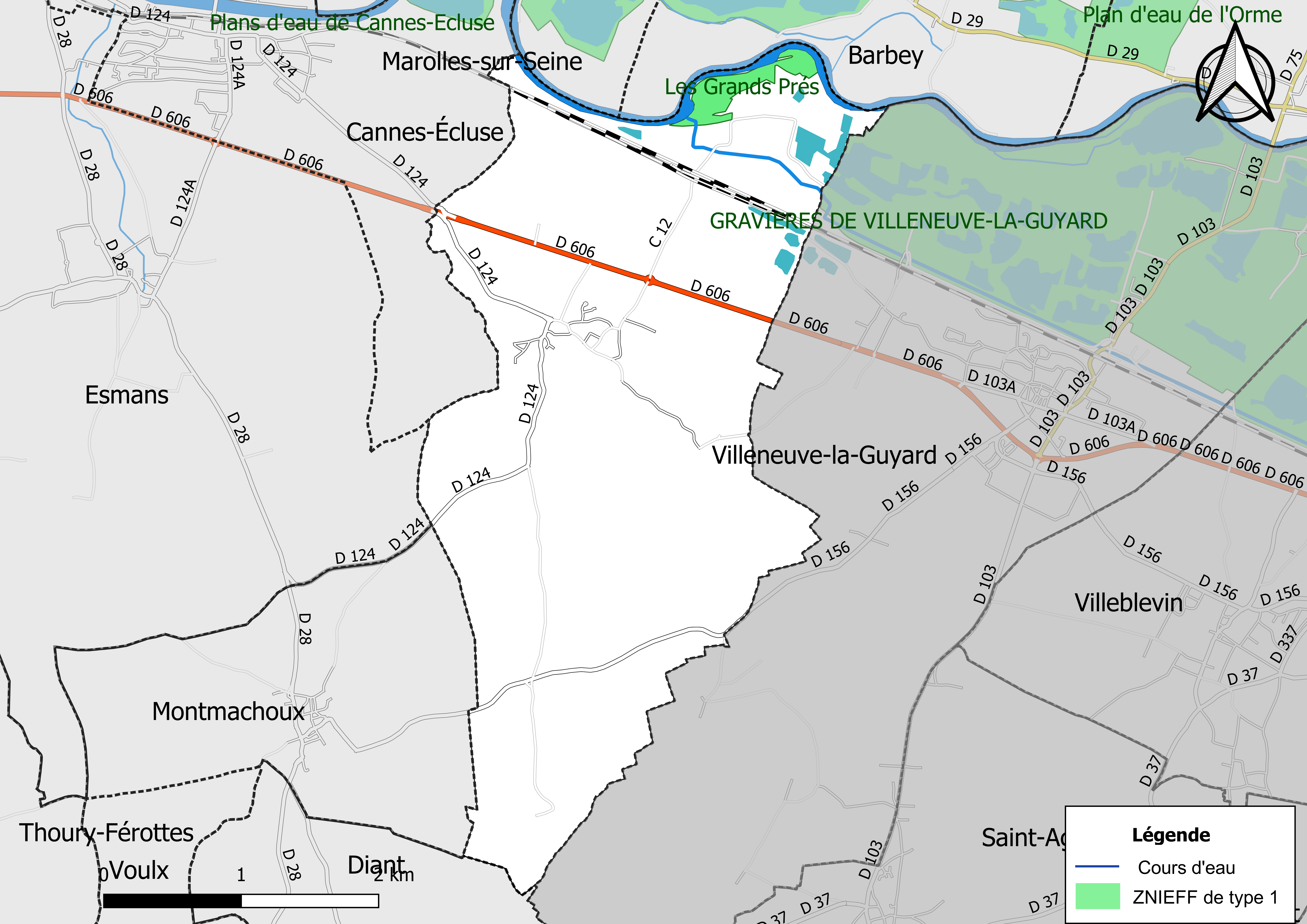
Carte des ZNIEFF de type 1 de la commune.
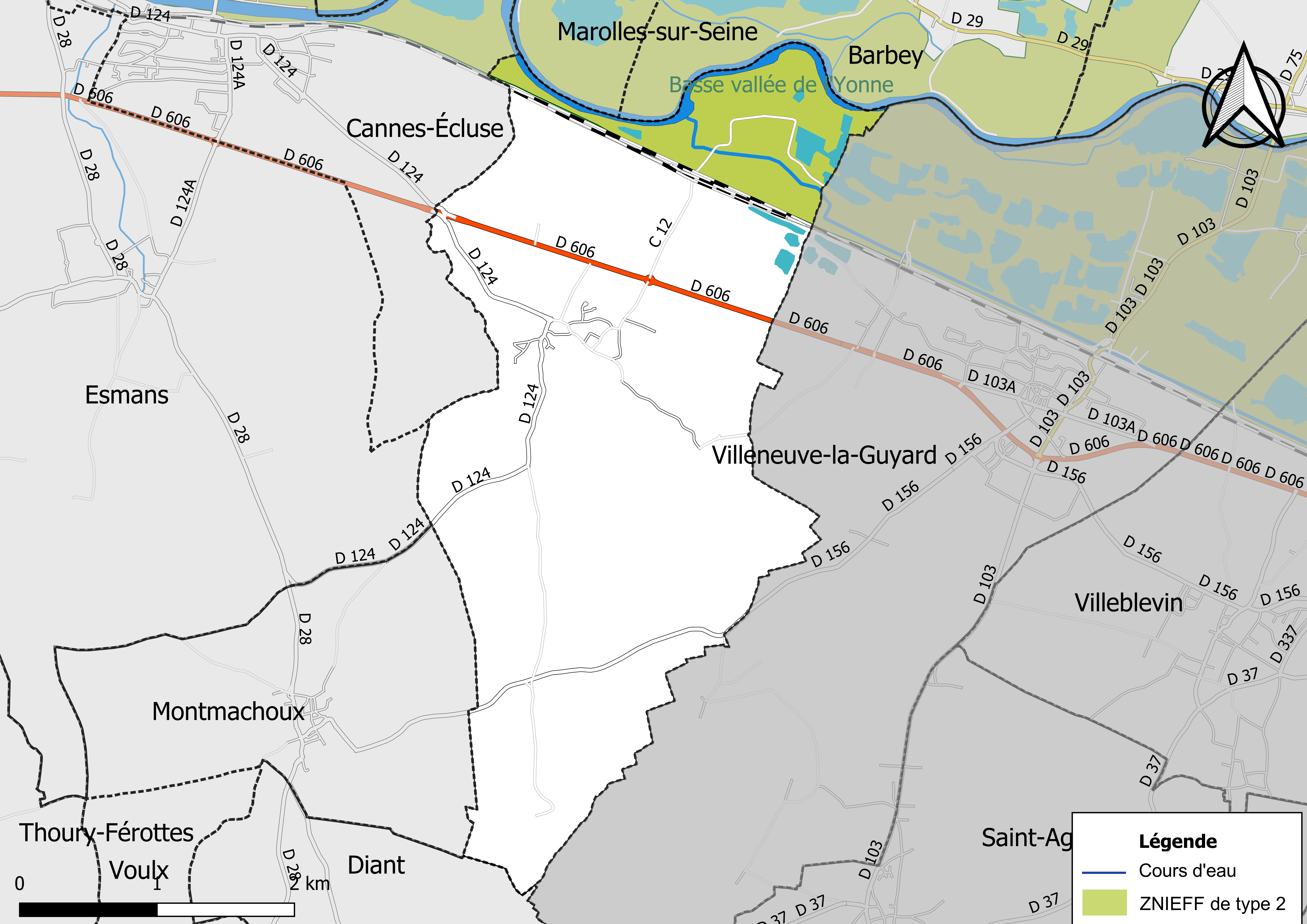
Carte des ZNIEFF de type 2 de la commune.

## Urbanisme

### Typologie
Au 1er janvier 2024, La Brosse-Montceaux est catégorisée commune rurale à habitat dispersé, selon la nouvelle grille communale de densité à sept niveaux définie par l'Insee en 2022.
Elle est située hors unité urbaine. Par ailleurs la commune fait partie de l'aire d'attraction de Paris, dont elle est une commune de la couronne,. Cette aire regroupe 1 929 communes,.

### Lieux-dits et écarts
La commune compte 83 lieux-dits administratifs répertoriés consultables ici (source : le fichier Fantoir)> dont Malassise.

### Occupation des sols
L'occupation des sols de la commune, telle qu'elle ressort de la base de données européenne d’occupation biophysique des sols Corine Land Cover (CLC), est marquée par l'importance des territoires agricoles (75,4 % en 2018), en diminution par rapport à 1990 (77 %). La répartition détaillée en 2018 est la suivante : 
terres arables (66,6 %), forêts (16,2 %), zones agricoles hétérogènes (6,1 %), zones urbanisées (3,9 %), prairies (2,7 %), mines, décharges et chantiers (2,5 %), eaux continentales (1,9 %).
Parallèlement, L'Institut Paris Région, agence d'urbanisme de la région Île-de-France, a mis en place un inventaire numérique de l'occupation du sol de l'Île-de-France, dénommé le MOS (Mode d'occupation du sol), actualisé régulièrement depuis sa première édition en 1982. Réalisé à partir de photos aériennes, le Mos distingue les espaces naturels, agricoles et forestiers mais aussi les espaces urbains (habitat, infrastructures, équipements, activités économiques, etc.) selon une classification pouvant aller jusqu'à 81 postes, différente de celle de Corine Land Cover,,. L'Institut met également à disposition des outils permettant de visualiser par photo aérienne l'évolution de l'occupation des sols de la commune entre 1949 et 2018.

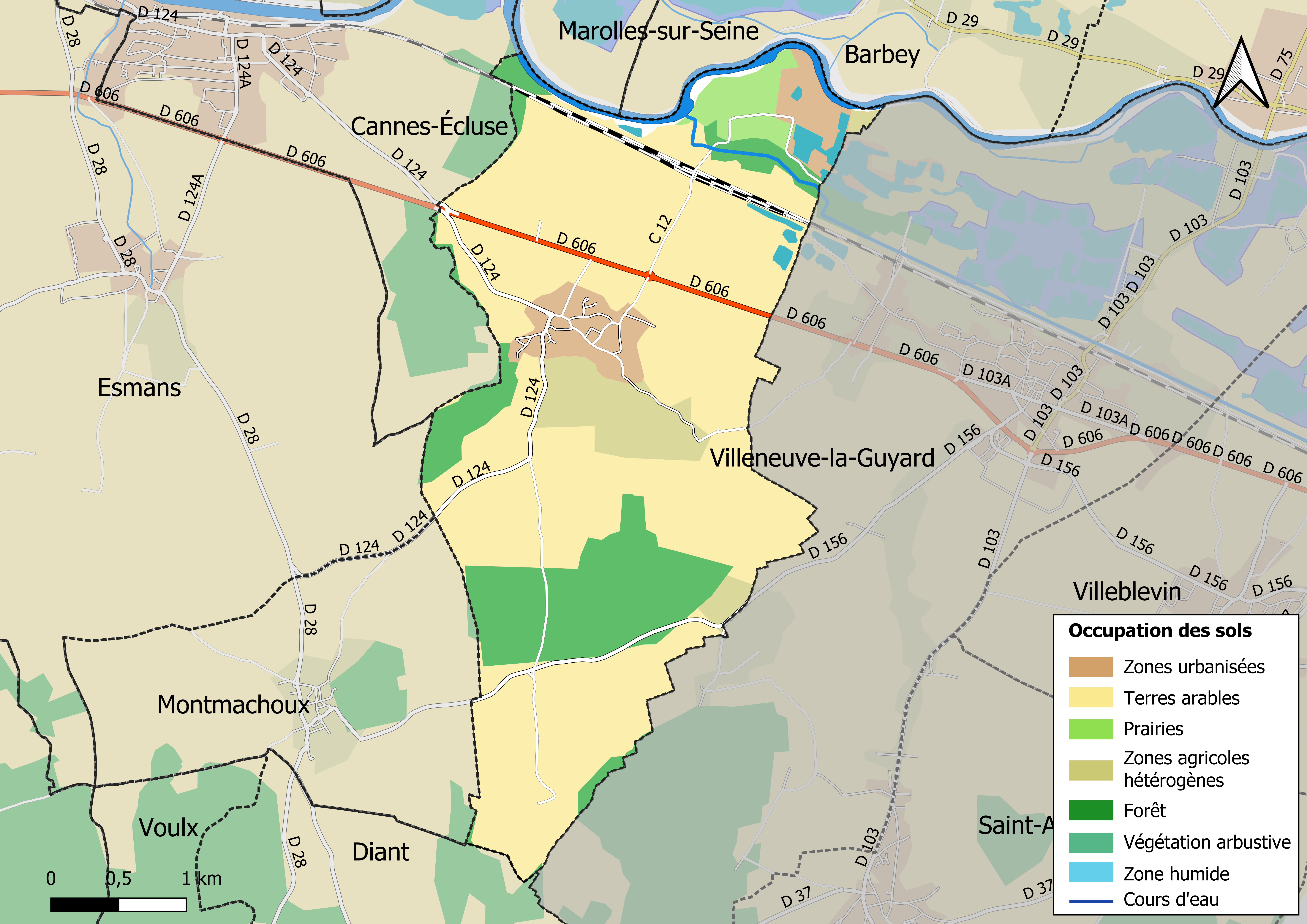
Carte des infrastructures et de l'occupation des sols en 2018 (CLC) de la commune.
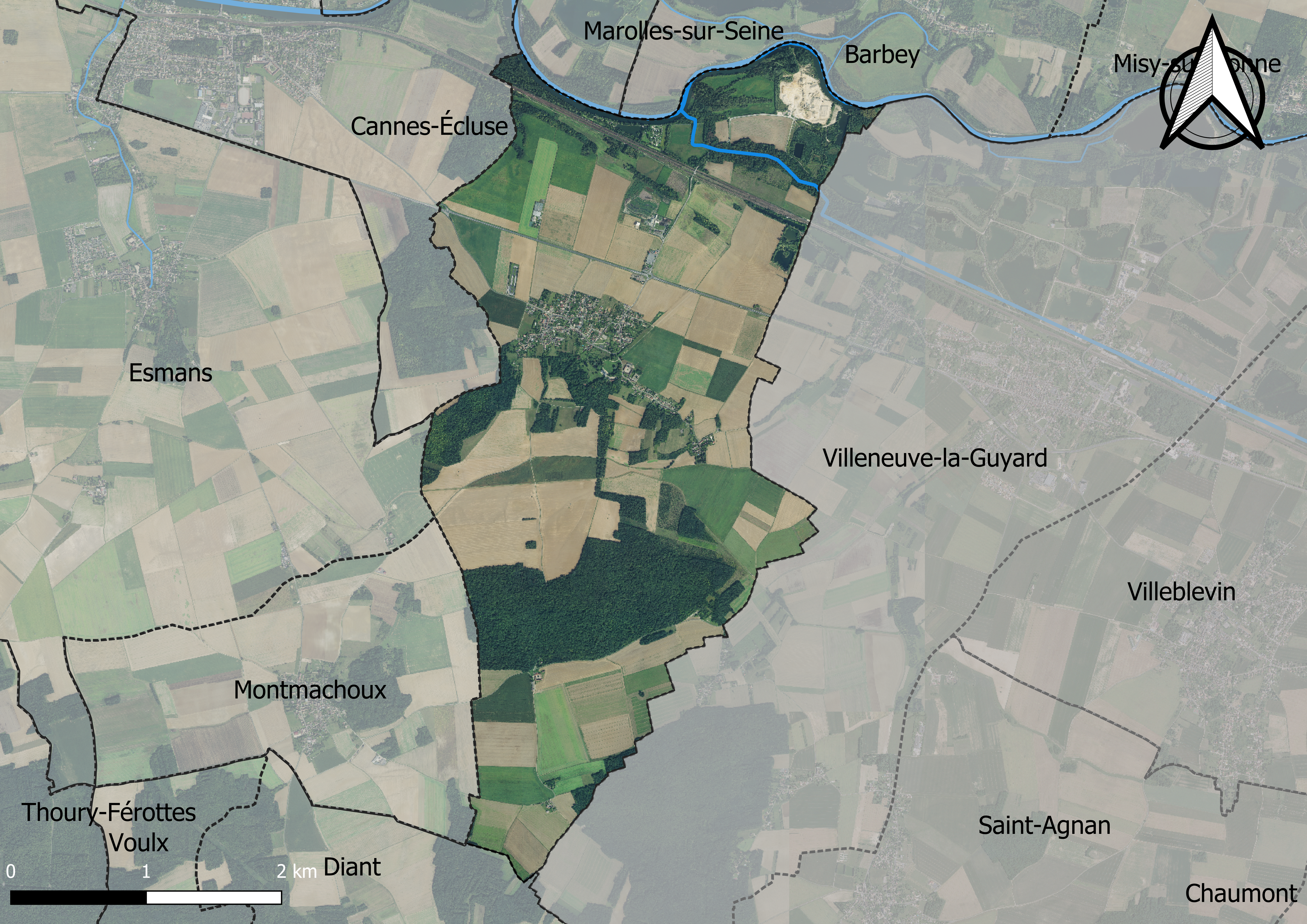
Carte orhophotogrammétrique de la commune.

### Planification
La loi SRU du 13 décembre 2000 a incité les communes à se regrouper au sein d’un établissement public, pour déterminer les partis d’aménagement de l’espace au sein d’un SCoT, un document d’orientation stratégique des politiques publiques à une grande échelle et à un horizon de 20 ans et s'imposant aux documents d'urbanisme locaux, les PLU (Plan local d'urbanisme). La commune est dans le territoire du SCOT Seine et Loing, dont le projet a été arrêté le 3 juillet 2019, porté par le syndicat mixte d’études et de programmation (SMEP) Seine et Loing rassemblant à la fois 44 communes et trois communautés de communes.
La commune disposait en 2019 d'un plan local d'urbanisme approuvé. Le zonage réglementaire et le règlement associé peuvent être consultés sur le géoportail de l'urbanisme.

### Logement
En 2016, le nombre total de logements dans la commune était de 320 dont 98,1 % de maisons et 1,9 % d’appartements.
Parmi ces logements, 91,2 % étaient des résidences principales, 2,5 % des résidences secondaires et 6,3 % des logements vacants.
La part des ménages fiscaux propriétaires de leur résidence principale s’élevait à 88,3 % contre 10,4 % de locataires,, dont 6,6 % de logements HLM loués vides (logements sociaux) et, 1,4 % logés gratuitement.

### Voies de communication et transports

#### Transports
La commune est desservie par les lignes d’autocars du réseau de bus Pays de Montereau :
- No Ea (La Brosse-Montceaux – Montereau-Fault-Yonne) ;
- No Eb (La Brosse-Montceaux – Montereau-Fault-Yonne).

## Toponymie
Le nom de la localité est mentionné sous la forme La Brosse lez Monstereau fault Yonne en 1523,.
Formation toponymique médiévale : 
- Brosse vient du bas latin broca ou brosa, broussaille, buisson ;
- Montceaux vient du latin monticellus, petite montagne[31].

## Histoire
Par décret du 7 janvier 1678 de l'archevêque de Sens, La Brosse est détachée de Cannes-Écluse et rattachée à Montceaux.
En 1666, la famille de Pâris rachète le domaine et prend le nom de Pâris de la Brosse. Le marquis de Pâris est maire de la commune en 1886.
Pendant la guerre de 1870, 11 habitants de la Brosse participeront au conflit.
En 1934, la congrégation missionnaire des oblats de Marie-Immaculée, fondée en 1816 par saint Eugène de Mazenod, aménage au château un imposant séminaire pour les années de scolasticat.
Le 24 juillet 1944, cinq oblats sont fusillés par la Gestapo et plus de 80 séminaristes et prêtres sont déportés par train en direction de l'Allemagne ; mais ils sont bloqués à Compiègne et sauvés quelques semaines plus tard par la Libération.
Une stèle honore la mémoire des cinq oblats.
Le séminaire ferme à la fin des années 1970 faute de vocations.

## Politique et administration

### Liste des maires
| Période                                  | Période   | Identité                         | Étiquette | Qualité  |
| ---------------------------------------- | --------- | -------------------------------- | --------- | -------- |
| Les données manquantes sont à compléter. |           |                                  |           |          |
| 1833                                     | 1841      | Jean-Baptiste Mammes-Laureau     |           |          |
| 1842                                     | 1863      | Jacques Rousseau                 |           |          |
| 1864                                     | 1865      | Gabriel Maréchal                 |           |          |
| 1866                                     | 1904      | Anne-François Pâris de la Brosse |           |          |
| 1904                                     | 1919      | Anatole Cocheme                  |           |          |
| 1919                                     | 1928      | Eugène Cochet                    |           |          |
| 1928                                     | 1933      | Camille Mauguin                  |           |          |
| 1933                                     | 1935      | Charles Prot                     |           |          |
| 1935                                     | 1937      | Jean-Baptiste Ciais              |           |          |
| 1937                                     | 1944      | Paul Paty                        |           |          |
| 1944                                     | 1945      | Arthur Serdin                    |           |          |
| 1945                                     | 1976      | Robert Venu                      |           |          |
| 1976                                     | 1977      | Paul Robin                       |           |          |
| 1977                                     | 2001      | Daniel Marzin                    |           |          |
| mars 2001                                | mars 2014 | Bernard Metay                    |           |          |
| mars 2014                                | En cours  | Alain Demelun                    |           | Retraité |

## Équipements et services

### Eau et assainissement
L’organisation de la distribution de l’eau potable, de la collecte et du traitement des eaux usées et pluviales relève des communes. La loi NOTRe de 2015 a accru le rôle des EPCI à fiscalité propre en leur transférant cette compétence. Ce transfert devait en principe être effectif au 1er janvier 2020, mais la loi Ferrand-Fesneau du 3 août 2018 a introduit la possibilité d’un report de ce transfert au 1er janvier 2026,.

#### Assainissement des eaux usées
En 2020, la gestion du service d'assainissement collectif de la commune de La Brosse-Montceaux est assurée par la communauté de communes Pays de Montereau (CCPM) pour la collecte, le transport et la dépollution. Ce service est géré en délégation par une entreprise privée, dont le contrat arrive à échéance le 31 décembre 2026,,.
L’assainissement non collectif (ANC) désigne les installations individuelles de traitement des eaux domestiques qui ne sont pas desservies par un réseau public de collecte des eaux usées et qui doivent en conséquence traiter elles-mêmes leurs eaux usées avant de les rejeter dans le milieu naturel. La communauté de communes Pays de Montereau (CCPM) assure pour le compte de la commune le service public d'assainissement non collectif (SPANC), qui a pour mission de vérifier la bonne exécution des travaux de réalisation et de réhabilitation, ainsi que le bon fonctionnement et l’entretien des installations. Cette prestation est déléguée à la SAUR, dont le contrat arrive à échéance le 31 décembre 2026,.

#### Eau potable
En 2020, l'alimentation en eau potable est assurée par la communauté de communes Pays de Montereau (CCPM) qui en a délégué la gestion à une entreprise privée, dont le contrat expire le 31 décembre 2026,.
Les nappes de Beauce et du Champigny sont classées en zone de répartition des eaux (ZRE), signifiant un déséquilibre entre les besoins en eau et la ressource disponible. Le changement climatique est susceptible d’aggraver ce déséquilibre. Ainsi afin de renforcer la garantie d’une distribution d’une eau de qualité en permanence sur le territoire du département, le troisième Plan départemental de l’eau signé, le 3 octobre 2017, contient un plan d’actions afin d’assurer avec priorisation la sécurisation de l’alimentation en eau potable des Seine-et-Marnais. A cette fin a été préparé et publié en décembre 2020 un schéma départemental d’alimentation en eau potable de secours dans lequel huit secteurs prioritaires sont définis. La commune fait partie du secteur Bocage.

## Population et société

### Démographie
L'évolution du nombre d'habitants est connue à travers les recensements de la population effectués dans la commune depuis 1793. Pour les communes de moins de 10 000 habitants, une enquête de recensement portant sur toute la population est réalisée tous les cinq ans, les populations de référence des années intermédiaires étant quant à elles estimées par interpolation ou extrapolation. Pour la commune, le premier recensement exhaustif entrant dans le cadre du nouveau dispositif a été réalisé en 2004.

En 2022, la commune comptait 736 habitants, en évolution de −8 % par rapport à 2016 (Seine-et-Marne : +3,92 %, France hors Mayotte : +2,11 %).
| 1793 | 1800 | 1806 | 1821 | 1831 | 1836 | 1841 | 1846 | 1851 |
| ---- | ---- | ---- | ---- | ---- | ---- | ---- | ---- | ---- |
| 515  | 514  | 529  | 496  | 490  | 489  | 477  | 470  | 435  |

| 1856 | 1861 | 1866 | 1872 | 1876 | 1881 | 1886 | 1891 | 1896 |
| ---- | ---- | ---- | ---- | ---- | ---- | ---- | ---- | ---- |
| 442  | 426  | 435  | 432  | 400  | 366  | 384  | 386  | 358  |

| 1901 | 1906 | 1911 | 1921 | 1926 | 1931 | 1936 | 1946 | 1954 |
| ---- | ---- | ---- | ---- | ---- | ---- | ---- | ---- | ---- |
| 356  | 354  | 318  | 322  | 312  | 296  | 399  | 447  | 392  |

| 1962 | 1968 | 1975 | 1982 | 1990 | 1999 | 2004 | 2006 | 2009 |
| ---- | ---- | ---- | ---- | ---- | ---- | ---- | ---- | ---- |
| 363  | 412  | 375  | 399  | 623  | 599  | 705  | 706  | 707  |

| 2014 | 2019 | 2022 | - | - | - | - | - | - |
| ---- | ---- | ---- | - | - | - | - | - | - |
| 787  | 730  | 736  | - | - | - | - | - | - |

### Sports
- Tennis Club du Bresmont

## Économie

### Revenus de la population et fiscalité
En 2017, le nombre de ménages fiscaux de la commune était de 297, représentant 803 personnes et la  médiane du revenu disponible par unité de consommation  de 23 270 euros.

### Emploi
En 2017 , le nombre total d’emplois dans la zone était de 84, occupant 313 actifs  résidants.
Le taux d'activité de la population (actifs ayant un emploi) âgée de 15 à 64 ans s'élevait à 66,6 % contre un taux de chômage de 7,8 %.
Les 25,6 % d’inactifs se répartissent de la façon suivante : 12,1 % d’étudiants et stagiaires non rémunérés, 8,9 % de retraités ou préretraités et 4,6 % pour les autres inactifs.

### Entreprises et commerces
En 2015, le nombre d'établissements actifs était de 50 dont 7 dans l'agriculture-sylviculture-pêche, 1 dans l’industrie, 2 dans la construction, 37 dans le commerce-transports-services divers et 3  étaient relatifs au secteur administratif.
Ces établissements ont pourvu 54 postes salariés.

### Secteurs d'activité

#### Agriculture
La Brosse-Montceaux est dans la petite région agricole dénommée la « Bocage gâtinais », à l'extrême sud du département. En 2010, l'orientation technico-économique de l'agriculture sur la commune est la culture de céréales et d'oléoprotéagineux (COP).
Si la productivité agricole de la Seine-et-Marne se situe dans le peloton de tête des départements français, le département enregistre un double phénomène de disparition des terres cultivables (près de 2 000 ha par an dans les années 1980, moins dans les années 2000) et de réduction d'environ 30 % du nombre d'agriculteurs dans les années 2010. Cette tendance se retrouve au niveau de la commune où le nombre d’exploitations est passé de 11 en 1988 à 8 en 2010. Parallèlement, la taille de ces exploitations augmente, passant de 77 ha en 1988 à 107 ha en 2010.
Le tableau ci-dessous présente les principales caractéristiques des exploitations agricoles de Brosse-Montceaux, observées sur une période de 22 ans : 
|                                      | 1988 | 2000 | 2010 |
| ------------------------------------ | ---- | ---- | ---- |
| Dimension économique,                |      |      |      |
| Nombre d’exploitations (u)           | 11   | 9    | 8    |
| Travail (UTA)                        | 29   | 19   | 6    |
| Surface agricole utilisée (ha)       | 846  | 665  | 856  |
| Cultures                             |      |      |      |
| Terres labourables (ha)              | 842  | 654  | 806  |
| Céréales (ha)                        | 567  | 384  | 486  |
| dont blé tendre (ha)                 | 334  | 256  | 337  |
| dont maïs-grain et maïs-semence (ha) | 82   | 37   | s    |
| Tournesol (ha)                       | 80   | s    |      |
| Colza et navette (ha)                | 34   | 35   | 139  |
| Élevage                              |      |      |      |
| Cheptel (UGBTA)                      | 15   | 2    | 6    |

## Culture locale et patrimoine

### Lieux et monuments

#### Église Notre-Dame

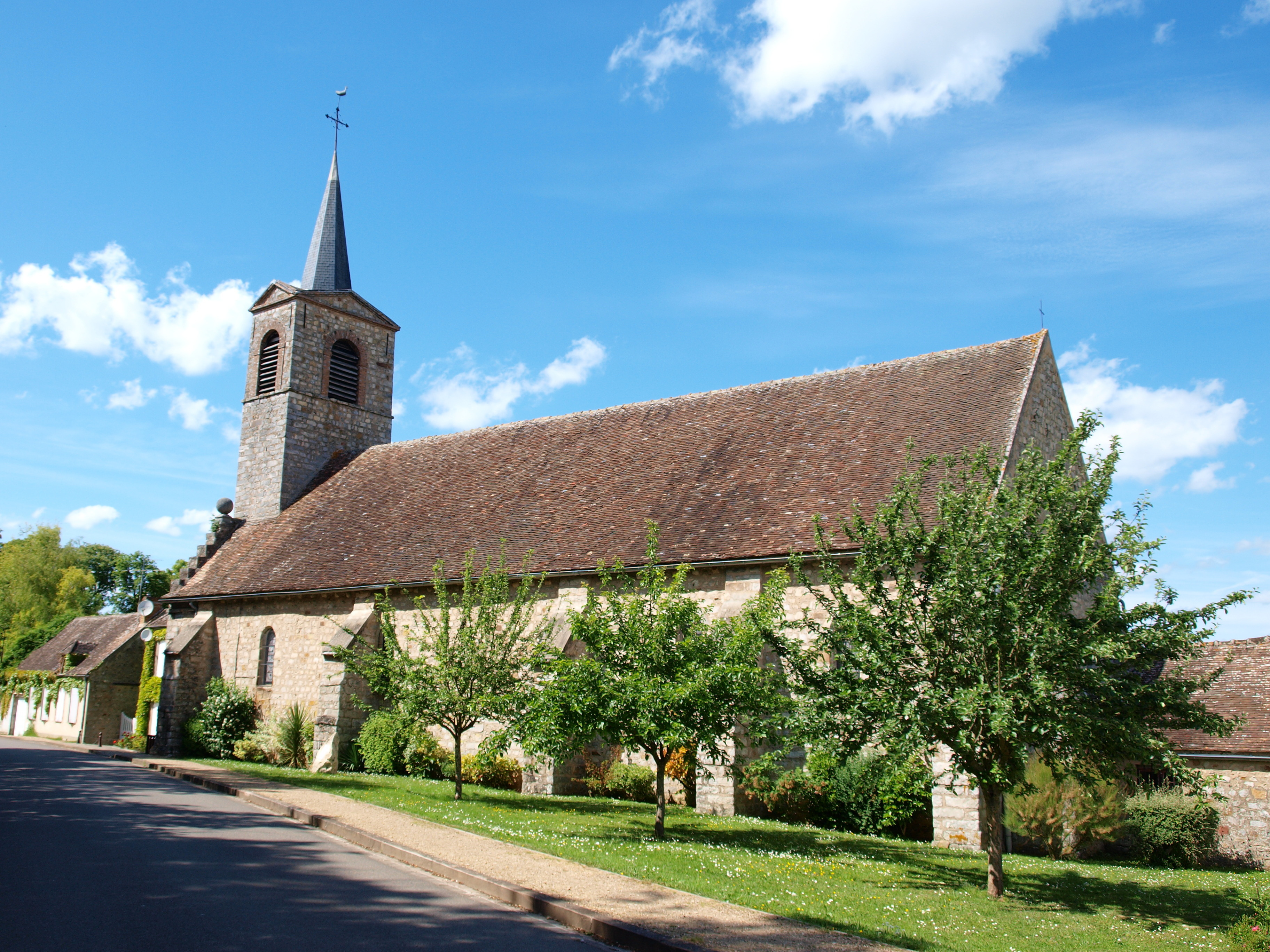
L'église Notre-Dame.

Construite à partir du XIIe siècle, elle ne possède alors que deux travées. Elle est consacrée par Thomas Becket, archevêque de Cantorbéry. Une troisième travée et le clocher sont ajoutés au XIIIe siècle.
Le chœur est voûté au XVe siècle par les soins du seigneur de Montceaux, Aymard de Poisieux, dont les armoiries se trouvent dans la première travée. Le chemin de croix, du XIXe siècle, est dû au comte Georges de Paris. L'église renferme une cloche de bronze datée de 1478 portant le nom de sa marraine Marguerite de Montorcier, dame de La Brosse-Montceaux, femme d'Aymar de Poisieu.

#### Château

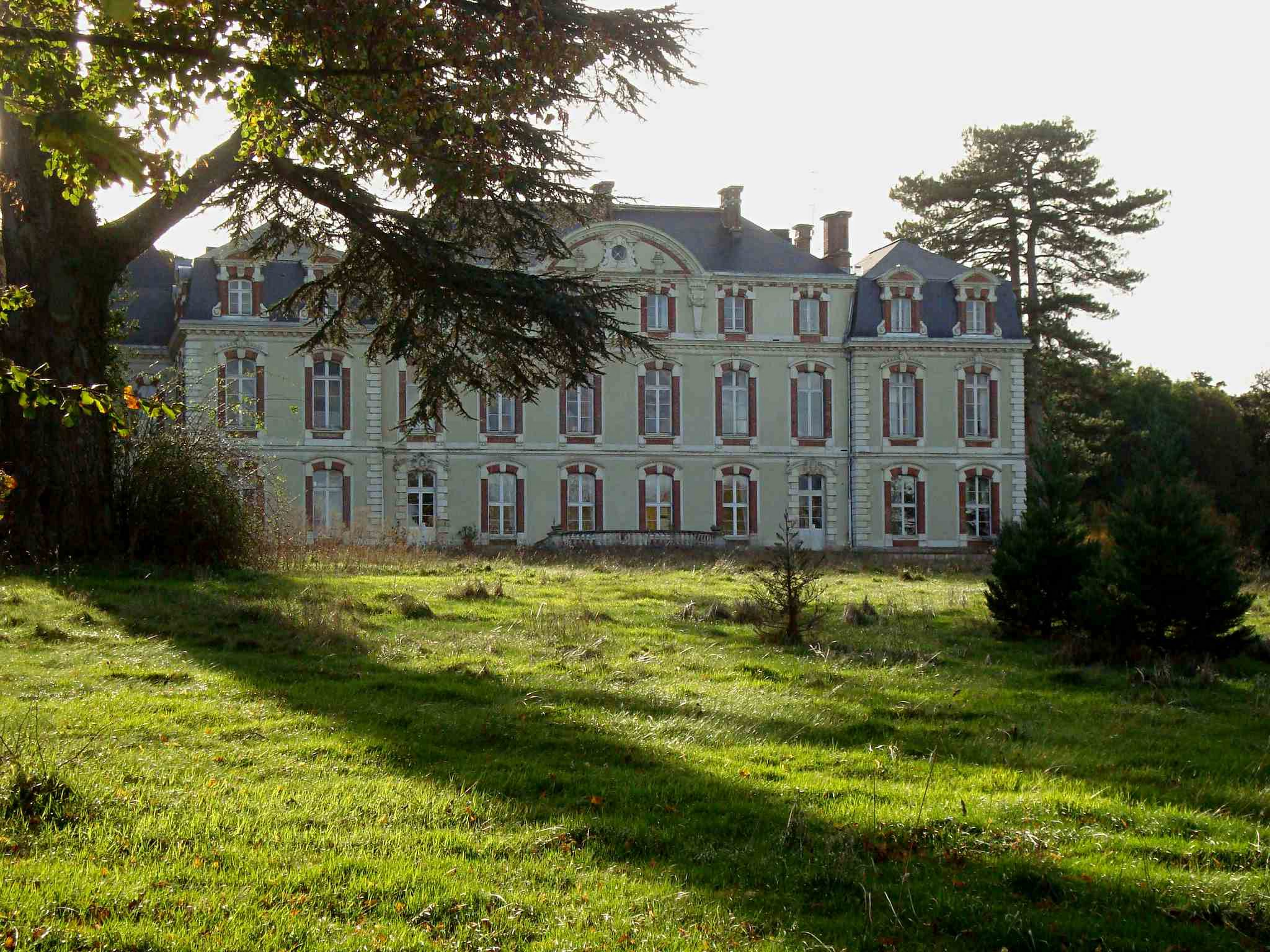
Le château de La Brosse-Montceaux.

Vers 1466, la famille de Poisieux acquiert le château. Le dernier seigneur de la famille le vend à la duchesse d'Étampes, qui le cède en 1545 à Gallois de Bailleul. Sa veuve Jeanne de Chourses le revend à son propre époux en secondes noces (1568) Étienne de Breuil, ci-devant conseiller au parlement de Paris, maître des Requêtes, seigneur de la Genevraye. Celui-ci fait construire le château à son emplacement actuel entre les anciens villages de La Brosse et de Montceaux. Leur fils, Claude Du Breuil est seigneur de Guerchy (un des fiefs du territoire de La Brosse-Montceaux), et décède entre 1627 et 1635. Il a épousé successivement Marguerite de Foissy, puis en 1612 Isabeau Carlet, décédée avant 1637. La seigneurie est l'objet d'une saisie immobilière sur la succession Du Breuil.
Le bâtiment actuel, en pierres, briques et enduit, date du XVIIIe siècle. Il appartient à la famille de Pâris jusqu'au XIXe siècle, puis aux Oblats de Marie-Immaculée au XXe siècle qui en font un noviciat. C'est ici qu'étudièrent les futurs martyrs du Laos, Michel Coquelet, Louis Leroy et Vincent L'Hénoret, assassinés en 1961.
Selon la volonté de Claude Pierre-Brossolette, alors directeur du Crédit lyonnais, d'acquérir cette maison qui avait abrité son père, le résistant Pierre Brossolette, pendant la Seconde Guerre mondiale, le château est acquis en 1994 par le Crédit lyonnais (devenu LCL à la suite du rachat par le Crédit agricole) qui en fait une maison familiale de vacances. Mais du fait de difficultés financières, le comité central d'entreprise de LCL, qui avait la gestion de ce château, a décidé de s'en séparer en 2012.
Laissé à l'abandon plusieurs années, il est l'objet d'un projet de rachat en vue de créer une école de pâtisserie. Cependant, à la fin des années 2010, il devient un gite.

#### Stèle des Oblats
Le 24 juillet 1944, les Oblats de Marie-Immaculée (qui habitent le château depuis 1934), sont torturés par un commando de la Gestapo de Melun à la recherche d'armes de la Résistance.
Les religieux gardent le silence. Cinq d'entre eux sont fusillés: le Père Albert Piat (35 ans), le Père Christian Gilbert (32 ans), le frère Joachim Nio (46 ans), le scolastique Jean Cuny (26 ans) et le scolastique Lucien Perrier (26 ans). Leurs corps sont jetés dans le puits du château. Une stèle de pierre honore leur mémoire. On peut y lire « Nul ne peut avoir d'amour plus grand que de donner sa vie pour ses amis ».
Les quatre-vingt-six autres religieux (prêtres, frères et novices) sont envoyés au camp de Compiègne. Ils sont destinés à la déportation en Allemagne, mais leur train est bloqué, grâce à la Libération. Ils reviennent à La Brosse-Montceaux.

### Personnalités liées à la commune
Albert Piat, Christian Gilbert, Joachim Nio, Jean Cuny, Lucien Perrier : les cinq oblats exécutés par la Gestapo le 24 juillet 1944.

### Héraldique
| Blason de La Brosse-Montceaux | Blason  | D'azur à la tour d'argent maçonnée de sable accompagnée en chef de deux colombes adossées et essorantes d'argent et en pointe de deux épis de blé renversés, tigés et feuillés d'or, passés en sautoir; à la filière d'or. |
| Blason de La Brosse-Montceaux | Détails | |